# Berend van den Bos
Berend van den Bos (Den Haag, 15 februari 1987) is een Nederlands professioneel bridger.
Van den Bos vormt sinds 2010 een partnership met Joris van Lankveld. Zij komen sinds 2014 uit voor bridgeclub ’t Onstein.
Van 2019 tot 2024 was Van den Bos coach van de Nederlandse Aspiranten (onder 21 jaar). Sinds 2024 is hij coach van de Nederlands Junioren (onder 26 jaar). In 2022 werd Van den Bos kampioen op het Open EK en zowel in 2022 als in 2023 kampioen van Nederland in de Meesterklasse viertallen.

## Ranking
| Organisatie | #   |
| ----------- | --- |
| NBB         | 3   |
| EBL         | 152 |
| WBF         | 85  |